# Chất phản chuyển hóa

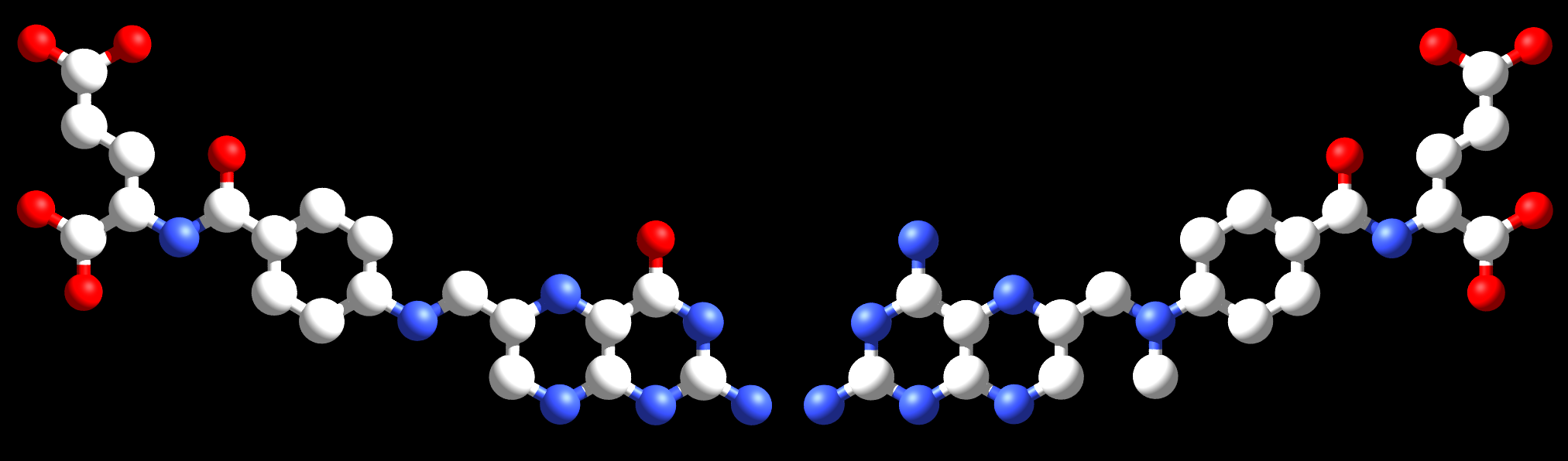
Thuốc methotrexate (phải) là chất phản chuyển hóa can thiệp vào con đường có axit folic (trái).

Chất phản chuyển hóa là một chất hóa học ức chế việc sử dụng chất chuyển hóa, tức các chất hóa học khác tham gia vào trao đổi chất bình thường. Các chất này thường có cấu trúc tương tự với chất chuyển hóa mà chúng tác động, chẳng hạn như các chất chống folate gây trở ngại cho việc sử dụng axit folic. Sự hiện diện của các chất phản chuyển hóa có thể có tác dụng có hại lên tế bào, chẳng hạn như ngăn chặn sự phát triển và phân chia tế bào, do đó các hợp chất này được sử dụng làm hóa trị liệu cho ung thư.

## Ứng dụng
Chất phản chuyển hóa có thể được sử dụng trong điều trị ung thư, khi chúng can thiệp vào tổng hợp DNA và nhờ vậy là can thiệp vào phân chia tế bào và sự phát triển khối u. Bởi vì các tế bào ung thư phân chia nhiều hơn các tế bào khác, ức chế sự phân chia tế bào làm hại tế bào khối u nhiều hơn các tế bào khác. Thuốc kháng histamin thường được sử dụng để điều trị bệnh bạch cầu, ung thư vú, buồng trứng và đường tiêu hóa, cũng như các loại ung thư khác. Trong hệ thống phân loại giải phẫu-điều trị-hóa học, thuốc hóa trị liệu được xếp vào nhóm L01B.
Chất phản chuyển hóa thường làm suy yếu bộ máy sao chép DNA, có thể bằng cách tích hợp các nucleotide thay đổi về mặt hóa học hoặc bằng cách làm cạn kiệt nguồn cung cấp deoxynucleotide cần thiết cho sao chép DNA và tăng sinh tế bào.
Ví dụ về thuốc phản chuyển hóa cho ung thư bao gồm, nhưng không giới hạn chỉ ở những chất sau đây:
- 5-Fluorouracil (5-FU)
- 6-Mercaptopurine (6-MP)
- Capecitabine (Xeloda®)
- Cytarabine (Ara-C®)
- Floxuridine
- Fludarabine
- Gemcitabine (Gemzar®)
- Hydroxycarbamide
- Methotrexate
- Pemetrexed (Alimta®)

Các chất phản chuyển hóa có thể "giả dạng" purine (azathioprine, mercaptopurine) hoặc pyrimidin, những phần giúp xây dựng nên DNA. Các chất phản chuyển hóa có thể ngăn chặn kết hợp các thành phần trên vào DNA trong pha S (của chu kỳ tế bào), ngăn chặn sự phát triển và phân chia tế bào bình thường. Chất phản chuyển hóa cũng ảnh hưởng đến tổng hợp RNA. Tuy nhiên, bởi vì thymidine được sử dụng trong DNA nhưng không phải trong RNA (nơi mà uracil được sử dụng thay thế), ức chế tổng hợp thymidine qua thymidylate synthase ức chế chọn lọc tổng hợp DNA qua tổng hợp RNA.
Do hiệu quả của chúng, các loại thuốc này là các loại thuốc tế bào học được sử dụng rộng rãi nhất. Cạnh tranh vị trí liên kết của các enzyme tham gia vào quá trình sinh tổng hợp thiết yếu và kết hợp các phân tử sinh học này vào axit nucleic, ức chế chức năng tế bào khối u bình thường của chúng và kích hoạt quá trình chết rụng tế bào hoặc quá trình chết theo chương trình. Do phương thức hành động này, hầu hết các chất phản ứng chuyển hóa có tính đặc hiệu chu kỳ tế bào cao và có thể nhắm đến việc kìm hãm việc sao chép DNA của tế bào ung thư.